# CAM
Computer-aided manufacturing (CAM) dùng để chỉ những phần mềm dùng để sinh ra những đoạn mã (code) hợp lệ cho máy CNC và được máy CNC cắt theo một hình dạng đã được thiết kế trước bởi hệ thống computer-aided design (CAD)
Đôi khi, phần mềm CAM tích hợp chung với hệ thống CAD, nhưng không luôn luôn như vậy, Mỗi phần mềm CAM phải giải quyết vấn đề đầu tiên là trao đổi dữ liệu với CAD. Thường CAD xuất dữ liệu ra một trong những kiểu định dạng chung, như là IGES hoặc STL và không cần thiết phải hiệu chỉnh chúng.
Định dạng mà phần mềm CAM xuất ra thường là tập tin dạng văn bản G-code và được chương trình Direct Numerical Control (DNC) chuyển đến máy công cụ.
Cần có nhiều thời gian để có thể làm chủ được công nghệ CAM, chúng yêu cầu người vận hành có sự hiểu biết kỹ năng máy móc như chọn dao cắt, xác định các thông số cần thiết và vạch ra kế hoạch chạy dao phù hợp.